# Boris Voltjek
Boris Voltjek (russisk: Бори́с Изра́илевич Во́лчек) (født 6. december 1905 i det Russiske Kejserrige i Sovjetunionen, død 15. maj 1974 i Moskva i Sovjetunionen) var en sovjetisk filminstruktør.

## Filmografi
- Komandir stjastlivoj Sjjuki (Командир счастливой 'Щуки', 1972)[1][2]